# مرین‌ترفیک
مرین‌ترفیک (انگلیسی: MarineTraffic) شرکت کشتیرانی یونانی است، که در سال ۲۰۰۷ تأسیس شد.